# Aldo Lagrutta
Aldo Lagrutta (* 1962 in Potenza, Italien) ist ein venezolanischer Gitarrist italienischer Herkunft.

## Biografie
Der Sohn eines italienischen Geschäftsmannes bekam im Alter von 15 Jahren seine erste Gitarre. Unter der Anleitung von Leopoldo Igarza wandte sich Lagrutta dem Studium der klassischen Gitarre zu. Er beendete das normalerweise neunjährige Studium am Konservatorium in nur drei Jahren. Bereits im Alter von 17 Jahren wurde er zum „Professor Ejecutante“ ernannt und ist damit der jüngste Professor in der Geschichte Venezuelas. Zur selben Zeit wurde er in der Fakultät des Conservatorio de Musica National in Caracas tätig. Später wurde Lagrutta vom Komponisten Antonio Lauro geschult.
Aldo Lagrutta spielt auf einer Gitarre von Eberhard Kreul.

## Auszeichnungen (Auswahl)
- Top-Medaille im Alirio Diaz-Wettbewerb
- Erster Preis im Wettbewerb der MTNA (Music Teachers National Association)

## Diskografie
- 1996: Latinando
- 2002: Heben
- 2004: España
- 2005: One Man with his Guitar